# El Sayed Nosseir
El Sayed Mohamed Nosseir (arabe : السيد محمد نصير), né le 31 août 1905 à Tanta et mort le 28 novembre 1974 au Caire, est un haltérophile égyptien.

## Carrière
Il remporte la médaille d'or dans la catégorie des moins de 82,5 kg aux Jeux olympiques d'été de 1928 à Amsterdam.